# Thế giới văn hóa (tạp chí)
Thế giới Văn hóa là tạp chí phát hành mỗi thứ Tư hàng tuần trực thuộc báo Văn hóa , bằng tiếng Việt chuyên viết về người nổi tiếng, giới thiệu các chương trình, ấn phẩm giải trí và cập nhật kiến thức về văn hóa.

## Giới thiệu
Năm 2010, Thế giới văn hóa đạt số lượng phát hành 45.000 bản và đứng đầu về phát hành trong các tạp chí giải trí tại Việt Nam, đứng thứ 3 về lượng bạn đọc trong số các tuần san phụ nữ (số liệu do AC Nielsen thực hiện năm 2010).
Tạp chí Thế giới văn hóa viết chủ yếu về những nhân vật nổi tiếng của làng giải trí (ca sĩ, diễn viên), các hoạt động mới nhất của họ trong làng nghệ thuật cũng như phong cách sống, những chia sẻ đời thường của họ, giới thiệu những khuynh hướng mới nhất về phong cách thời trang, làm đẹp của người nổi tiếng, cung cấp những chuyên mục giải trí (phim chiếu rạp, phim truyền hình, sân khấu kịch, ca nhạc, sách). Ngoài ra, Thế giới văn hóa còn có những bài viết thường kỳ về kiến thức về văn hóa toàn cầu, chia sẻ với bạn đọc những kinh nghiệm thành công trong cuộc sống của những người trẻ tuổi.

## Lịch sử
Thế giới văn hóa ra mắt số đầu tiên vào tháng 9 - 2003 với tên gọi Văn Hóa Thông tin, là chuyên san ra hàng tuần của báo Văn hóa. Tạp chí thời gian này viết chủ yếu về tình yêu, lối sống và thời trang của các bạn gái trẻ cũng như những chuyện về ngôi sao.
Tháng 3-2006, tạp chí đổi tên thành Thế giới văn hóa, tập trung chủ yếu viết về người nổi tiếng.
Tháng 10-2008, Thế giới văn hóa có sự thay đổi lớn toàn bộ diện mạo về thiết kế cũng như nội dung, tập trung hoàn toàn về hoạt động, lối sống và các câu chuyện về người nổi tiếng.
- Thế giới văn hóa phiên bản iPad: Tháng 5-2011, lần đầu tiên tại Việt Nam, Thế giới Văn Hóa có phiên bản chính thức trên  App Store với giá bán 0,99 USD/số. Phiên bản này gồm thiết kế mới với nhiều hiệu ứng (clip, ảnh slide show, video âm nhạc) và chất lượng không thay đổi so với báo giấy.
- Website của Thế giới văn hóa ra mắt tháng 1-2012, nội dung giới thiệu các video clip về người nổi tiếng do chính ban biên tập của tạp chí thực hiện. Vào thời điểm ra mắt, website đã có dữ liệu gần 800 clip về tin tức người nổi tiếng, phỏng vấn nghệ sĩ, trailer, phim ngắn...

Tháng 11–2012: Thay đổi hình ảnh tạp chí Thế giới Văn Hóa chững chặc hơn về nội dung lẫn thiết kế, tập trung cung cấp thông tin giải trí hữu ích về các loại hình nghệ thuật, cuộc sống đời thường của người nổi tiếng và cập nhật các xu hướng về thời trang, làm đẹp.
Tháng 6–2013: Thế giới văn hóa website cập nhật diện mạo mới..
Tháng 7–2013: Bên cạnh ứng dụng Thế giới văn hóa trên App Store – đọc tạp chí trên phiên bản iPad, Thế giới văn hóa đã ra mắt các ứng dụng:
• Ứng dụng Thế giới Văn hóa trên Google Play – đọc tạp chí trên máy tính bảng Android.
• Ứng dụng Thế giới văn hóa trên Kpaper App thông qua các thiết bị Android 2.3 và iOS 2.0 trở lên
Sau khi tải các ứng dụng trên, độc giả có thể đọc tạp chí Thế giới văn hóa phiên bản iPad, Android miễn phí vào mỗi thứ Năm hàng tuần.

## Chuyên mục chủ đạo
- Phong cách sống: cập nhật các hoạt động trong đời sống thường nhật của người nổi tiếng và những chia sẻ của họ.
- Theo dấu sao: hình ảnh hậu trường của sao, cập nhật khuynh hướng thời trang của sao.
- Thời trang và làm đẹp: bí quyết ăn mặc và chăm sóc nhan sắc của người nổi tiếng.
- Chuyện sao: tổng hợp những câu chuyện về người nổi tiếng.
- Cẩm nang giải trí: cập nhật tin tức và bài viết về các phim điện ảnh và truyền hình đang chiếu, các chương trình ca nhạc, kịch nói và sách mới.
- Phim xưa nhạc cũ: những ca khúc, bộ phim kinh điển.
- Kiến thức: chuyện lạ khắp thế giới, các phát minh, khám phá, phong tục tập quán của Việt Nam và các nước.
- Giao lưu: giới thiệu chân dung các bạn trẻ và những kinh nghiệm giúp thành công.

## Hoạt động
Tạp chí thường xuyên tổ chức các cuộc thi lớn nhỏ hàng năm, giao lưu gặp gỡ với người nổi tiếng, tổ chức các hoạt động từ thiện, là đơn vị bảo trợ thông tin cho một số phim điện ảnh trong nước và liveshow của nhóm nhạc Backstreet Boys tại Việt Nam năm 2011, phỏng vấn độc quyền ca sĩ Nick Carter, bảo trợ thông tin cho các giải thưởng Zing Music Awards 2012, Giải Âm nhạc Cống Hiến 2012.